# Municipio de Southwest Madison
El municipio de Southwest Madison  (en inglés: Southwest Madison Township) es un municipio ubicado en el condado de Perry en el estado estadounidense de Pensilvania. En el año 2000 tenía una población de 856 habitantes y una densidad poblacional de 12 personas por km².

## Geografía
El municipio de Southwest Madison se encuentra ubicado en las coordenadas 40°20′00″N 77°24′59″O / 40.33333, -77.41639.

## Demografía
Según la Oficina del Censo en 2000 los ingresos medios por hogar en la localidad eran de $35,694 y los ingresos medios por familia eran $41,458. Los hombres tenían unos ingresos medios de $30,446 frente a los $23,182 para las mujeres. La renta per cápita para la localidad era de $14,457. Alrededor del 18,8% de la población estaban por debajo del umbral de pobreza.